# Les Accusés (série télévisée)
Pour les articles homonymes, voir Les Accusés.
Les Accusés (The Defenders) est une série télévisée américaine en 132 épisodes de 48 minutes, en noir et blanc, créée par Reginald Rose et diffusée entre le 16 septembre 1961 et le 9 septembre 1965 sur le réseau CBS. Elle avait pour origine le drame judiciaire L'Ombre du doute (The Defender) de Robert Mulligan, diffusé sur Columbia Broadcasting System en deux parties, les 25 février et 4 mars 1957.
En France, elle a été diffusée sur Antenne 2. Elle reste inédite dans les autres pays francophones.

## Synopsis
Cette série, qui a réuni diverses vedettes du petit et du grand écran, suit l'histoire d'un groupe d'avocats, dans divers cas judiciaires sensibles.

## Distribution
- E. G. Marshall : Lawrence Preston
- Robert Reed : Kenneth Preston

De nombreux acteurs et actrices célèbres ont participé à cette série, dont : Lonny Chapman, John Cullum, Ossie Davis, Robert Duvall, Dana Elcar, Lee Grant, Gene Hackman, Larry Hagman, Dustin Hoffman, Dennis Hopper, Ken Kercheval, Jack Klugman, Patrick O'Neal, John Randolph, Robert Redford, Doris Roberts, Wallace Rooney, Sandor Szabo, William Shatner, Martin Sheen, Janet Ward, Charles White, James Earl Jones, Tom Poston, Joseph Anthony…

## Fiche technique
- Scénaristes :
  - Reginald Rose (13 épisodes)
  - David Karp (11 épisodes)
  - William Woolfolk (10 épisodes)
  - Ernest Kinoy (9 épisodes)
  - Larry Cohen (9 épisodes)
  - Stanley R. Greenberg (8 épisodes)
  - Max Ehrlich (4 épisodes)
  - Robert Thom (4 épisodes)
  - George Baxt (1 épisode)

- Réalisateurs : 
  - Paul Bogart (20 épisodes)
  - Stuart Rosenberg (19 épisodes)
  - David Greene (12 épisodes)
  - Buzz Kulik (10 épisodes)
  - Don Richardson (6 épisodes)
  - Franklin J. Schaffner (6 épisodes)
  - Daniel Petrie (5 épisodes)
  - Charles S. Dubin (5 épisodes)
  - Sydney Pollack
  - Denis Sanders
  - Sam Wanamaker

## Épisodes

### Première saison (1961-1962)
1. Quality of Mercy
2. Killer Instinct
3. Mort sur le comptoir (Death Across the Counter)
4. The Riot
5. The Young Lovers
6. Le garçon Entre (The Boy Between)
7. Les cent vies de Harry Simms (The Hundred Lives of Harry Simms)
8. L'Accident (The Accident)
9. Le procès de Jenny Scott (The Trial of Jenny Scott)
10. L'homme avec le pouce Béton (The Man with the Concrete Thumb)
11. Le tapis roulant (The Treadmill)
12. Parjure (Perjury)
13. L'Attaque (The Attack)
14. The Prowler
15. Les Follies de Gédéon (Gideon's Follies)
16. La meilleure défense (The Best Defense)
17. L'Assassiner de chevet (The Bedside Murder)
18. La Recherche (The Search)
19. Storm at Birch Glen
20. The Point Shaver
21. La Chambre Verrouillé (The Locked Room)
22. The Empty Chute
23. Le croisé (The Crusader)
24. The Hickory Indian
25. The Iron Man
26. La Croix terne (The Tarnished Cross)
27. Les six derniers mois (The Last Six Months)
28. The Naked Heiress
29. Réunion avec la mort (Reunion with Death)
30. Le Bienfaiteur (The Benefactor)
31. Along Came a Spider
32. The Broken Barrelhead

### Deuxième saison (1962-1963)
1. The Voices of Death
2. Blood County
3. The Indelible Silence
4. The Seven Ghosts of Simon Gray
5. The Unwanted
6. Madman: Part 1
7. Madman: Part 2
8. The Bigamist
9. The Avenger
10. The Invisible Badge
11. The Hidden Jungle
12. The Savage Infant
13. The Apostle
14. Grandma TNT
15. Death Takes the Stand
16. Kill or Be Killed
17. Man Against Himself
18. The Poisoned Fruit Doctrine
19. Poltergeist
20. Ordeal
21. The Hour Before Doomsday
22. The Traitor
23. The Eye of Fear
24. Metamorphosis
25. The Last Illusion
26. The Heathen
27. A Book for Burning
28. A Taste for Vengeance
29. The Colossus
30. Judgment Eve
31. The Noose
32. Everybody Else Is Dead
33. The Trial of Twenty-Two
34. The Brother Killers

### Troisième saison (1963-1964)
1. The Weeping Baboon
2. The Empty Heart
3. The Captive
4. The Bagman
5. Conspiracy of Silence
6. The Cruel Hook
7. The Star Spangled Ghetto
8. Loophole
9. The Seal of Confession
10. Climate of Evil
11. The Crowd Pleaser
12. Old Lady Ironsides
13. Fugue for Trumpet and Small Boy
14. Claire Chevel Died in Boston
15. The Last Day
16. Blacklist
17. Who'll Dig His Grave?
18. All the Silent Voices
19. The Secret
20. The Pill Man
21. Drink Like a Lady
22. Survival
23. Moment of Truth
24. The Hidden Fury
25. Die Laughing
26. May Day! May Day!
27. The Thief
28. Yankee Come Home
29. The Man Who Saved His Country
30. Mind Over Murder
31. The Sixth Alarm
32. The Fine Line
33. The Non-Violent
34. Stowaway
35. Hollow Triumph
36. The Uncivil War

### Quatrième saison (1964-1965)
1. The Seven Hundred Year Old Gang: Part 1
2. The Seven Hundred Year Old Gang: Part 2
3. Hero of the People
4. Go Between
5. Conflict of Interests
6. The Man Who
7. Turning Point
8. A Taste of Ashes
9. Comeback
10. The Siege
11. Whitewash
12. A Voice Loud and Clear
13. King of the Hill
14. Whipping Boy
15. Eyewitness
16. The Silent Killer
17. Death on Wheels
18. The Unwritten Law
19. The Objector
20. Fires of the Mind
21. No-Knock
22. The Merry-Go-Round Mender
23. Nobody Asks What Side You're On
24. Impeachment
25. The Sworn Twelve
26. A Matter of Law and Disorder
27. Youths and Maidens on an Evening Walk
28. The Prosecutor
29. The Bum's Rush
30. Only a Child

## Récompenses
- Emmy Award 1962 : Meilleur acteur pour E. G. Marshall
- Emmy Award 1962 : Meilleur scénariste pour Reginald Rose
- Emmy Award 1962 : Meilleur réalisateur pour Franklin J. Schaffner
- Emmy Award 1963 : Meilleur acteur pour E. G. Marshall
- Emmy Award 1963 : Meilleur réalisateur pour Stuart Rosenberg
- Emmy Award 1963 : Meilleur scénariste pour Robert Thom et Reginald Rose
- Golden Globe Award 1963 : Meilleure série
- Emmy Award 1964 : Meilleur acteur pour Jack Klugman
- Emmy Award 1964 : Meilleur réalisateur pour Paul Bogart
- Emmy Award 1965 : Meilleur réalisateur pour Paul Bogart
- Emmy Award 1965 : Meilleur scénariste pour David Karp